# Heterocloeon amplum
Heterocloeon amplum är en dagsländeart som först beskrevs av Jay R. Traver 1932.  Heterocloeon amplum ingår i släktet Heterocloeon och familjen ådagsländor. Inga underarter finns listade i Catalogue of Life.